# Terapia por ondas de choque

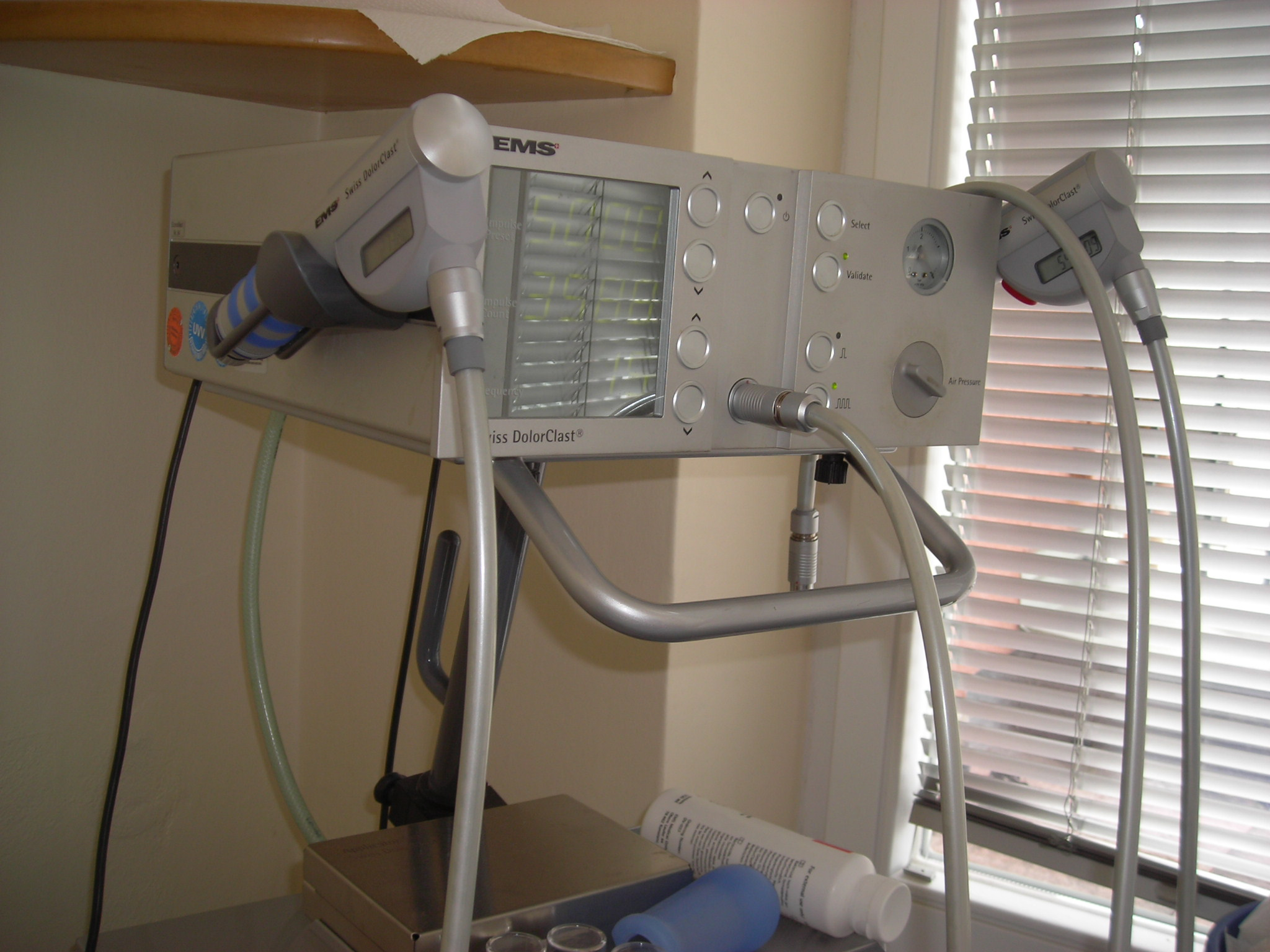
Equipo de ondas de choque.

La terapia por ondas de choque emplea ondas sonoras de corta duración, muy alta intensidad y baja frecuencia (infrasonidos) con diversos objetivos terapéuticos como litotricia o problemas musculoesquelético.

## Historia
Los prototipos fueron comenzados a usarse con el ser humano en los años 80. En principio la técnica fue desarrollada como alternativa a la litotricia intracorpórea (realizada endourológicamente por endoscopia), por lo que en muchos lugares se aplica el calificativo de ondas de choque extracorpóreas.
Durante los usos de litotricia pudo comprobarse que las ondas de choque producían un aumento en la densidad de los huesos circundantes a la zona tratada. Por ello, comenzó a investigarse su uso en cirugía ortopédica y problemas de aparato locomotor.

## Características

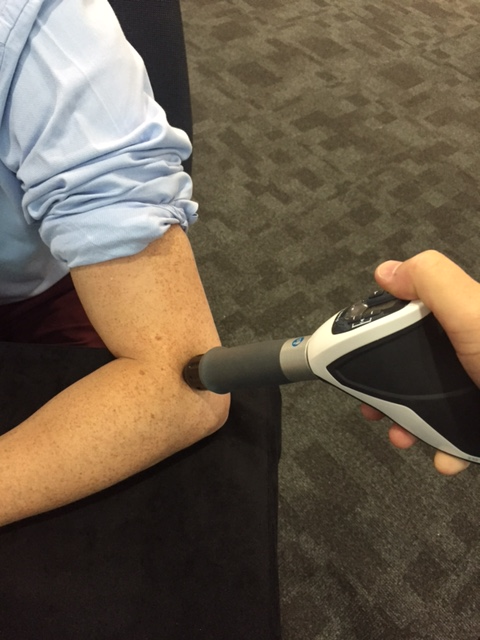
Aplicación sobre los tendones del codo.

Se emplean emisiones acústicas de entre 1-22 Hz; la presión oscila entre 2-5 bares; en cada sesión se aplican alrededor de 1000-6000 pulsos.
En aplicaciones sobre tejidos blandos no se aplica sedación o anestesia alguna; sí en litotricia, para mantener al paciente quieto y calmado.
No se conoce el mecanismo biológico exacto de los efectos de las ondas de choque; según una hipótesis, las ondas favorecerían la generación de nuevos vasos sanguíneos, reduciendo las calcificaciones y bloqueando la transmisión neuronal de las señales dolorosas.
Nota: a pesar de que esta terapia emplea ondas de sonido, no puede clasificarse como terapia por ultrasonido dado que ésta se refiere a las ondas por encima del espectro audible, y las ondas de choque se sitúan por debajo del mismo (infrasonidos).

## Indicaciones

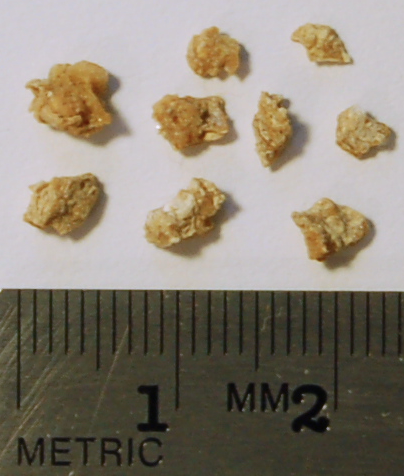
Trozos de una piedra de oxalato de calcio de 1 cm, tras ser fragmentada por litotricia.

### Urología
El uso más común de las ondas de choque es la litotricia de los cálculos renales y biliares; también se ha empleado en casos de piedras salivales y pancreáticas.

### Fisioterapia
En fisioterapia se usa para tratar problemas musculoesqueléticos tales como epicondilitis, epitrocleítis, tendinopatías, fascitis plantar, espolón calcáneo, calcificaciones del hombro...

### Ortopedia
La terapia por ondas de choque se emplea para tratamiento de fracturas y necrosis óseas. También en seudoartrosis, como alternativa efectiva a la cirugía.

### Dermatología
Se emplean para el tratamiento de úlceras diabéticas, aunque no existe evidencia clara sobre su efectividad.

## Veterinaria
Se usan para tratar problemas ortopédicos en caballos, tales como tendinopatías, patología ligamentosa, signo de Baastrup, síndrome escafoideo, artritis. De todas formas, su nivel de evidencia es bajo.

## Efectividad
La evidencia científica disponible sobre la efectividad de las ondas de choque sobre patología musculotendinosa es contradictoria. Una revisión sistemática de 2005 concluyó que el efecto de las ondas de choque sobre el dolor y la impotencia funcional en casos de epicondilitis era mínimo. Dos revisiones de 2017 arrojaron resultados parecidos, con evidencia de nivel moderado.
En el Reino Unido, el National Institute for Health and Care Excellence (NICE) subrayó el bajo nivel de la evidencia existente sobre el efecto de las ondas de choque sobre tejidos blandos; en respuesta a ello, el sistema de salud público y parte del privado promovió en 2012 una recogida sistemática de datos sobre estas intervenciones y sus resultados. El NICE ha publicado diversas guías de práctica clínica, recomendando el uso de ondas de choque en varias patologías cuando otras terapias no se han revelado eficaces: codo de tenista, patología de tendones rotadores de hombro, tendinitis aquílea, fascitis plantar y síndrome doloroso del trocánter mayor.
Desde 2018, se estudia el potencial de las ondas de choque para tratar la prostatitis crónica y el síndrome del dolor crónico pélvico; se han obtenido mejoras de los síntomas a corto plazo, con ligeros efectos secundarios; pero no se conoce el efecto a medio plazo y los resultados no pueden extrapolarse, dada la baja calidad de los estudios.